# Bayanoun
Bayanoun (بيانون) est une bourgade du nord de la Syrie qui dépend administrativement du district d'Azaz dans le canton (nahié) de Nobl et le gouvernorat d'Alep. Au recensement de 2004, Bayanoun comptait 3 824 habitants.

## Géographie
Bayanoun se trouve au nord-ouest d'Alep et proche de Zahraa et Mayir au nord, et de Haritan au sud.